# 雷克托鎮區 (伊利諾伊州薩林縣)
雷克托鎮區（英語：Rector Township）是位於美國伊利諾伊州薩林縣的一個行政鎮區。

## 地方資料
根據2010年美國人口普查的數據，雷克托鎮區的面積為47.30平方千米，當中陸地面積為47.10平方千米，而水域面積為0.20平方千米。當地共有人口64人，而人口密度為每平方千米1.35人。